# Lliga croata de bàsquet
La lliga croata de bàsquet, anomenada HT Premijer liga i anteriorment A1 liga Ožujsko, és la màxima competició croata de basquetbol. Va començar l'any 1991, després de la ruptura de República Federal Socialista de Iugoslàvia i, per tant, de la Lliga Iugoslava, i està organitzada per la Federació Croata de Bàsquet.
La lliga està formada per 12 equips i el club amb més èxit és el KK Cibona amb 19 títols.

## Historial
| Temporada     | Campió                                  | Sèrie final                             | Finalista                               |
| A-1 liga      | A-1 liga                                | A-1 liga                                | A-1 liga                                |
| ------------- | --------------------------------------- | --------------------------------------- | --------------------------------------- |
| 1991–92       | KK Cibona Zagreb                        | 2–1                                     | KK Zadar                                |
| 1992–93       | KK Cibona Zagreb                        | 3–1                                     | KK Slobodna Dalmacija                   |
| 1993–94       | KK Cibona Zagreb                        | 3–0                                     | KK Split                                |
| 1994–95       | KK Cibona Zagreb                        | 3–1                                     | KK Zrinjevac                            |
| 1995–96       | KK Cibona Zagreb                        | 3–1                                     | KK Split                                |
| 1996–97       | KK Cibona Zagreb                        | 3–1                                     | KK Split                                |
| 1997–98       | KK Cibona Zagreb                        | 3–1                                     | KK Zadar                                |
| 1998–99       | KK Cibona Zagreb                        | 3–1                                     | Zadar                                   |
| 1999–00       | KK Cibona Zagreb                        | 2-0                                     | Zadar                                   |
| 2000–01       | KK Cibona Zagreb                        | 3–0                                     | KK Split                                |
| 2001–02       | KK Cibona Zagreba                       | 2–0                                     | KK Zadar                                |
| 2002–03       | KK Split                                | 2–0                                     | KK Cibona Zagreb                        |
| 2003–04       | KK Cibona Zagreb                        | 3–1                                     | KK Zadar                                |
| 2004–05       | KK Zadar                                | 3–2                                     | KK Cibona Zagreb                        |
| 2005–06       | KK Cibona Zagreb                        | 2–1                                     | KK Zadar                                |
| 2006–07       | KK Cibona Zagreb                        | 3–2                                     | KK Zadar                                |
| 2007–08       | KK Zadar                                | 3–2                                     | KK Split                                |
| 2008–09       | KK Cibona Zagreb                        | 3–1                                     | KK Zadar                                |
| 2009–10       | KK Cibona Zagreb                        | 3–2                                     | KK Zadar                                |
| 2010–11       | KK Zagreb                               | 3–0                                     | KK Cedevita                             |
| 2011–12       | KK Cibona Zagreb                        | 3–1                                     | KK Cedevita                             |
| 2012–13       | KK Cibona Zagreb                        | 3–0                                     | KK Zagreb                               |
| 2013–14       | KK Cedevita                             | 3–0                                     | KK Cibona Zagreb                        |
| 2014–15       | KK Cedevita                             | 3–1                                     | KK Cibona Zagreb                        |
| 2015–16       | KK Cedevita                             | 3–0                                     | KK Cibona Zagreb                        |
| 2016–17       | KK Cedevita                             | 3–2                                     | KK Cibona Zagreb                        |
| Premijer liga |                                         |                                         |                                         |
| 2017–18       | KK Cedevita                             | 3–1                                     | KK Cibona Zagreb                        |
| 2018–19       | KK Cibona Zagreb                        | 4-0                                     | KK Cedevita                             |
| 2019–20       | Cancel·lada per la pandèmia de COVID-19 | Cancel·lada per la pandèmia de COVID-19 | Cancel·lada per la pandèmia de COVID-19 |

## Palmarès
| Club             | Campió | Finalista |
| ---------------- | ------ | --------- |
| KK Cibona Zagreb | 19     | 7         |
| KK Cedevita      | 5      | 3         |
| KK Zadar         | 2      | 11        |
| KK Split         | 1      | 6         |
| KK Zagreb        | 1      | 0         |
| KK Zrinjevac     | 0      | 1         |